# Milledgeville (Illinois)
Milledgeville és una població dels Estats Units a l'estat d'Illinois. Segons el cens del 2000 tenia 1.016 habitants.

## Demografia
Segons el cens del 2000, Milledgeville tenia 1.016 habitants, 448 habitatges, i 292 famílies. La densitat de població era de 552,5 habitants/km².
Dels 448 habitatges en un 27,5% hi vivien nens de menys de 18 anys, en un 55,6% hi vivien parelles casades, en un 7,4% dones solteres, i en un 34,6% no eren unitats familiars. En el 31,9% dels habitatges hi vivien persones soles el 18,1% de les quals corresponia a persones de 65 anys o més que vivien soles. El nombre mitjà de persones vivint en cada habitatge era de 2,27 i el nombre mitjà de persones que vivien en cada família era de 2,86.
Per edats la població es repartia de la següent manera: un 23,2% tenia menys de 18 anys, un 7,5% entre 18 i 24, un 25,3% entre 25 i 44, un 23,3% de 45 a 60 i un 20,7% 65 anys o més.
L'edat mediana era de 42 anys. Per cada 100 dones de 18 o més anys hi havia 88,9 homes.
La renda mediana per habitatge era de 35.313 $ i la renda mediana per família de 43.807 $. Els homes tenien una renda mediana de 30.852 $ mentre que les dones 21.369 $. La renda per capita de la població era de 19.220 $. Aproximadament el 4,5% de les famílies i el 5,2% de la població estaven per davall del llindar de pobresa.

## Poblacions més properes
El següent diagrama mostra les poblacions més properes.